# Chantier de réparation navale de Turku
Turun Korjaustelakka Oy (français : Chantier de réparation navale de Turku) est une entreprise de réparation navale située sur l’île Luonnonmaa à Naantali en Finlande. 

## Présentation
L'entreprise, filiale de BLRT Grupp,  est spécialisée dans la maintenance de navires et de bateaux.
Elle emploie 70 personnes et selon la charge de travail 250-300 travailleurs de sous-traitants locaux. 
La cale sèche mesure 265 mètres de long, 70 mètres de large et 7,9 mètres de profondeur. 
L'entreprise dispose également d'un quai flottant de 101 mètres de long et 21,6 mètres de large, d'une capacité de 4 000 tonnes et d'un quai de 184 mètres de long. 
La capacité maximale de la grue est de 150 tonnes.

## Histoire
L'origine de l'entreprise remonte à la société de construction navale Crichton-Vulcan. 
En 1933, au milieu de la Grande Dépression, la ville de Turku commence à construire une grande cale sèche près de Korppolaismäki. 
Les travaux d'excavation débutent en 1934 et la nouvelle installation est mise en service en août 1937. 
Le quai de 150 mètres de long, 30 mètres de large et huit mètres de profondeur était assez grand pour tous les navires qui naviguaient dans les eaux finlandaises à l'époque. 
Le quai est donné à Crichton-Vulcan et le premier amarrage a eu lieu en février 1939.
À la fin des années 1930, Wärtsilä reprend Crichton-Vulcan et dans les années 1960, le chantier est renommé chantier naval Wärtsilä de Turku. 
Dans les années 1970, Wärtsilä construit le nouveau chantier naval de Perno. 
Les chantiers navals Wärtsilä de Turku ont été réorganisés en 1984, 
Les nouveaux navires étant désormais construits uniquement au chantier naval de Perno et l'ancien chantier au bord de la rivière Aura se consacre à la réparation des navires.
Après la faillite de Wärtsilä Marine en 1989, une nouvelle société, Turku Repair Yard Ltd, est créée la même année pour poursuivre les opérations de réparation navale. 
En 2003, l'entreprise abandonne les locaux de la rivière Aura et concentre ses activités à Naantali.
En 2007, la société est achetée par BLRT Grupp.
En 2017, la société annonce qu'elle cherche à développer la démolition navale en tant que nouveau secteur d'activité.

### Articles annexes
- Chantier naval de Perno